# Gustav-Lübcke-Museum
Das Gustav-Lübcke-Museum ist ein kulturhistorisches Museum in Hamm in Nordrhein-Westfalen. Es wurde 1890 als Institution gegründet und hieß bis 1925 Städtisches Museum Hamm. 1993 bezog die Institution ihren ersten eigens errichteten Museumsbau. Benannt ist das Museum nach Gustav Lübcke, einem Kunsthändler und -sammler, der 1917 seine Sammlung der Stadt Hamm übertrug und Direktor des Museums war. Seit dem Tod Gustav Lübckes 1925 trägt das Museum seinen Namen. Das Museum ist Mitglied der RuhrKunstMuseen und der Vereinigung westfälischer Museen (VWM).
Seine Wurzeln hat das Museum in bürgerschaftlichem Engagement Ende des 19. Jahrhunderts. Da es die einzige museale Institution in Hamm ist, sind seine Aktivitäten thematisch entsprechend breit. 1993 wurde ein Museumsbau der Architekten Jørgen Bo und Vilhelm Wohlert bezogen. In fünf Abteilungen zeigt das Museum kulturhistorische Objekte von der mittleren Steinzeit bis in die Gegenwart. Zwei ortsbezogene Sammlungen zeigen die Entwicklungen des Kulturraums Westfalen mit archäologischen Zeugnissen und die Stadtgeschichte von Hamm bis in die Gegenwart. Die Abteilung zur Kultur des Alten Ägyptens geht bereits auf die Gründungsphase zurück. Zwei Sammlungen mit ästhetischen Objekten zeigen Kunstgewerbe, angewandte Kunst und Produktdesign von antiker Zeit bis in die Gegenwart und Freie Kunst mit einem Schwerpunkt auf Malerei und Papierarbeiten des 20. Jahrhunderts. Sonderausstellungen zu allen Bereichen des Museums ergänzen das Programm. Außerdem ist ein Veranstaltungssaal für 300 Personen mit guter Akustik, das Forum, in den Bau integriert.

## Geschichte

### Mumienverein

Auflösungsurkunde des Mumiensvereins, Hamm, 1887, Gustav-Lübcke-Museum, Hamm

Im Frühjahr 1886 gründeten Hammer Bürger den Mumienverein. Dem voraus ging die Entdeckung eines Notgrabes im ägyptischen Deir el-Bahari mit über 50 Mumien von Pharaonen, Angehörigen der königlichen Familien und hohen Würdenträgern als Weltsensation um die Welt. Ägyptenbegeistert knüpfte man Kontakte zu dem Ägyptologen Heinrich Brugsch, dessen Bruder Emil als Mitarbeiter des Ägyptischen Museums in Kairo die Sicherungskampagne der sogenannten Cachette geleitet hatte. Nach einem einschlagenden Vortrag Brugschs am 22. Februar 1886 in Hamm fasste man den Plan, eine altägyptische Mumie für Hamm zu erwerben. Dafür gründete man den Mumienverein und sammelte Gelder durch Aktien. Noch im selben Jahr konnte über Vermittlung Emil Brugschs in Kairo eine Mumie, die sicher nicht aus der Cachette stammt, sondern aus der 22./23. Dynastie, erworben und nach Hamm transferiert werden. Zudem erwarb der Mumienverein ein Fotoalbum mit Abbildungen der Königsmumien aus der Cachette, die heute eine wichtige Quelle für die Ägyptologie sind, da sie den Zustand der Mumien in verschiedenen Stadien des Auswickelns dokumentieren. Der Mumienverein löste sich 1887 plangemäß selbst auf und schenkte die Hammer Mumie sowie das Fotoalbum dem im Dezember 1886 gegründeten Museumsverein. Zunächst wurde diese Hammer Mumie im Gesellschaftssaal einer Gaststätte gezeigt, danach als Eigentum des Museumsvereins Hamm im Rathaus.

### Museumsverein Hamm
Der ebenfalls 1886 gegründete Museumsverein Hamm hatte von Anfang an einen pädagogischen Impuls. Man gab sich das Ziel, so die Statuten, „die Einwohnerschaft von Stadt und Land für Natur und Geschichte der engeren Heimat zu interessieren durch Anlage von zweckentsprechenden Sammlungen und durch die Belehrung in Wort und Schrift.“ Damit ist schon vieles beisammen, was das Gustav-Lübcke-Museum heute ausmacht: Besucherorientierung, das Museum als außerschulischer Lernort, stadt- und regionalhistorisches Sammeln, Ausstellen und Publizieren. Allerdings trat die naturgeschichtliche Ausrichtung geriet später in den Hintergrund und wird heute nur in der Abteilung Regionalarchäologie an einigen Stellen aufgegriffen. Das im Inventarbuch des Museumsvereins ist als erste Nummer ein „Wasserhuhn von der Lippe“ genannt, das sich heute nicht mehr im Bestand des Gustav-Lübcke-Museums befindet.
Die Gründung des Museumsvereins Hamm im späten 19. Jahrhundert ist vor dem Hintergrund ähnlicher Kulturvereinsgründungen des Bürgertums in Deutschland zu verstehen. Gerade der heimatbezogene Charakter war dem national gesinnten Zeitgeist eng verbunden. Dennoch öffnet die Hammer Mumie im Bestand des Museumsvereins den Horizont immer schon über die Heimat im engeren Sinne hinaus.
1890 konnte der Museumsverein Hamm sein erstes Städtisches Museum in zwei angemieteten Räumen eines Privathauses, Oststraße 26, eröffnen. Damit beginnt die Geschichte des Museums. Sonderausstellungen fanden im Rathaus statt. Bis 1917 musste das Museum noch mehrmals umziehen.
Der Museumsverein Hamm fördert und begleitet das Gustav-Lübcke-Museums bis heute. Durch ihn hat bürgerschaftliches Engagement die Initiative auf die Errichtung eines Museums in Hamm ergriffen und von Beginn an eng mit dem Gemeinwesen der Stadt Hamm verzahnt. Er nimmt Anteil an den Aktivitäten des Museums, unterstützt sie finanziell, ermöglicht Ankäufe und bietet seinen Mitgliedern ein eigenes Ausstellungsführungs-, Bildungs- und Reiseprogramm, das auf das Museumsprogramm abstimmt ist. Der Museumsverein ist ein eingetragener Verein und als gemeinnützig anerkannt.

### Gustav Lübcke

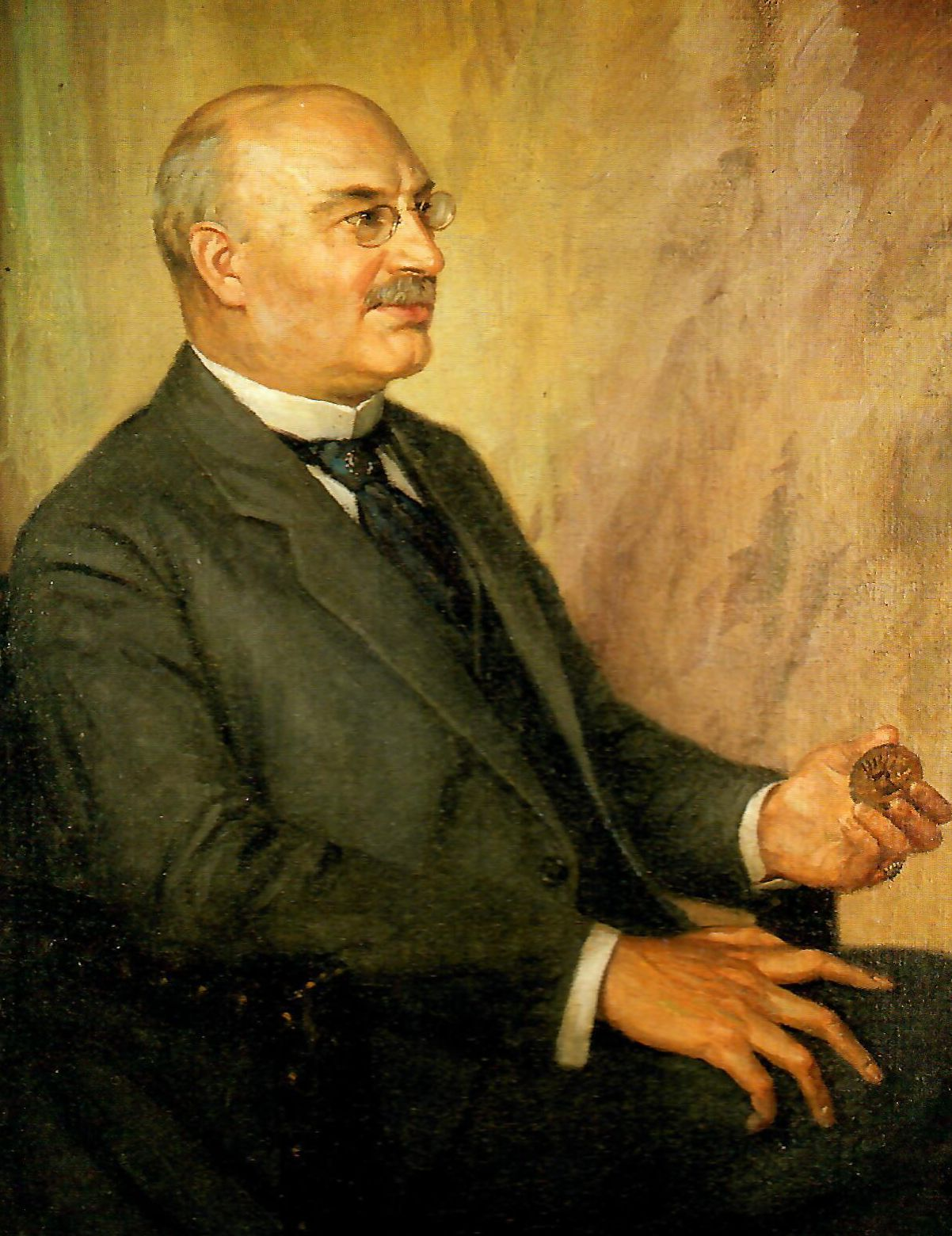
Hugo Lehmann: Porträt Gustav Lübcke, 1924, Gustav-Lübcke-Museum

Als 1917 die Stadt Hamm das Angebot des aus Hamm gebürtigen Kunst- und Antiquitätenhändlers Gustav Lübcke (1868–1925) annahm, seine eigene Sammlung für das Städtische Museum zu übernehmen, erweiterte sich das Spektrum des Museums wesentlich. Der Schwerpunkt der Sammlung Lübckes lag auf dem europäischen Kunsthandwerk vom Mittelalter bis in seine Gegenwart. Auch antike Objekte, wie griechische Vasen oder römische Terra Sigillata, vor- und frühgeschichtliche Objekte aus dem nordmitteleuropäischen Raum und Ägyptiaca gehörten dazu, wie auch einige Gemälde und Arbeiten auf Papier. Lübckes Kollektion hatte den Charakter einer Universalsammlung und war daher als Grundstock für das Museum einer Stadt bestens geeignet. Alle späteren Abteilungen des Museums waren in der Sammlung Lübckes bereits angelegt. Mehrere tausend Objekte 1917 konnte das Museum in die zehn Räume von Haus Windthorst in der Südstraße gegenüber dem Oberlandesgericht umziehen, das die Stadt mit der Auflage einer Museumsnutzung günstig erwerben konnte. Gustav Lübcke und seine Frau, Therese Lübcke, geborene Nüsser, zogen 1917 nach Hamm um und bewohnten eine repräsentative Villa in der Ostenalle 98. Lübcke organisierte vor allem Ausstellungen zu Themen der angewandten Kunst und des Kunsthandwerk. Während seiner Amtszeit trennte Lübcke die naturkundliche Abteilung von der kulturhistorischen. Anstrengungen zu einer Abteilung mit Militaria und Andenken zum Ersten Weltkrieg kamen bis auf entsprechende Sammlungsaktivitäten nicht hinaus. 1924 erlitt Lübcke einen ersten Schlaganfall. Er stirbt am 29. August 1925.

#### Vertrag zwischen Gustav-Lübcke und der Stadt Hamm 1917
Der Vertrag, den Gustav Lübcke am 3. April 1917 mit der Stadt Hamm schloss, sah unter anderem Folgendes vor: Gustav Lübcke übereignete der Stadt „seine sämtlichen Sammlungen geschichtlicher und kunstgewerblicher Altertümer, ferner Gemälde, Münzsammlung und Bibliothek“ im Wert von 100.000 Mark, ferner „ein Kapital von 20.000 Mark“. Dafür verpflichtete sich die Stadt Gustav Lübcke eine jährliche Rente von 6.000 Mark, die nach dessen Tod an seine Ehefrau übergehen sollte. Die Stadt Hamm darf die Sammlung nicht veräußern und muss sie in geeigneten und ausreichenden Räumen des städtischen Museums ausstellen. Nach dem Tod von Gustav Lübcke soll das Museum seinen Namen tragen. Gustav Lübcke übernahm ehrenamtlich die Leitung des Museums als Direktor. Die Stadt Hamm stellte ihm einen nebenamtliche, angemessen besoldete Hilfskraft zur Verfügung. Nach dem Tod Lübckes verpflichtete sich die Stadt einen hauptamtlichen, angemessen besoldeten Leiter anzustellen, dessen Befähigung nachgewiesen ist. 1917 konnte das Museum in die zehn Räume von Haus Windthorst umziehen, die die Stadt mit der Auflage einer Museumsnutzung günstig erwerben konnte.

### Ludwig Bänfer
Ludwig Bänfer war bereits seit 1915 ehrenamtlich für das Museum tätig. 1917 wählte Gustav Lübcke ihn zur vertraglich zugesicherten, nebenamtlichen Hilfskraft. 1925 wurde er dann Direktor des Gustav-Lübcke-Museums. Das besondere Interesse Bänfers galt der Bodendenkmalpflege und der Vor- und Frühgeschichte. So war er maßgeblich an der von 1930 bis 1935 durchgeführten Ausgrabung der germanische Siedlung bei Westick beteiligt. Zwar enthält schon die Sammlung Gustav Lübcke etliche vor- und frühgeschichtliche und antike Objekte, doch Bänfer konnte die Museumssammlungen durch wichtige Stücke der Regionalarchäologie bereichern, indem er sich an Grabungen in der Umgebung beteiligte. Auf ihn geht die Abteilung Regionalarchäologie zurück. Er rückte die heimatgeschichtliche Ausrichtung des Museums, die bereits vom Museumsverein vor Gustav Lübcke angelegt war, wieder stark in den Mittelpunkt. Am 26. März 1959 wurde Ludwig Bänfer mit dem Bundesverdienstkreuz erster Klasse ausgezeichnet. Er starb am 29. August 1959.

#### Ludwig Bänfer und das NS-Regime

Gipsabguss eines angeblich bronzezeitlichen „Hakenkreuzbechers“, Gips, bemalt, zwischen 1933 und 1937 angeschafft für das Gustav-Lübcke-Museum

Ludwig Bänfer wurde 1933 Mitglied im Kampfbund für deutsche Kultur. 1937 holte er aktiv die vom Reichsbund für Deutsche Vorgeschichte organisierte Ausstellung „Lebendige Vorzeit in Reich und Heimat“ in das Museum, wo sie mit großem Besuchererfolg lief. Für die Ausstellung und das Museum wurde Lehrmaterial angeschafft, so etwa der Gipsabguss eines angeblich bronzezeitlich-germanischen „Hakenkreuzbechers“, der eine politisch motivierte Fälschung darstellt. Ludwig Bänfer ging mit dem nationalsozialistischen Geschichtsbild der Vor- und Frühgeschichte in Nordmitteleuropa weitestgehend konform. 1942 wurde er anlässlich seines 40-jährigen Dienstjubiläums von nationalsozialistischen Oberbürgermeister Erich Deter für besondere Verdienste um das Gustav-Lübcke-Museum mit dem Wappenteller der Stadt Hamm ausgezeichnet. Susanne Birker, Kuratorin für Regionalarchäologie, und Museumsdirektor Daniel Spanke arbeiteten mit einer Arbeitsgruppe die Verstrickung Bänfers in den Nationalsozialismus auf. In der Folge wurde die nach Bänfer benannte Straße in Hamm-Süden 2018 in Gersonstraße umbenannt.

#### Aktion „Entartete Kunst“ 1937
In Bänfers Amtszeit fiel die Aktion „Entartete Kunst“, die nicht der NS-Ideologie konforme Kunst aus staatlichen Museen beschlagnahmte uns ins Eigentum des Deutschen Reiches zog. Durch die Aktion wurden 1937 aus dem Bestand des Museums 23 Kunstobjekte beschlagnahmt und entfernt. Diese 23 Kunstwerke listet auch die historische Harry-Fischer-Liste detailliert auf, darunter Werke von Peter August Böckstiegel, Lovis Corinth, Wilhelm Lehmbruck, Wilhelm Morgner und Christian Rohlfs.

### Kriegsverluste
Ludwig Bänfer hielt den Museumsbetrieb bis in die ersten Monate des Jahres 1944 aufrecht, bis im September die Luftangriffe auf Hamm so stark waren, dass das Museum im selben Monat geschlossen und evakuiert werden musste. Vor allem der Angriff vom 5. Dezember 1944, der auch das Neue Stadthaus zerstörte, hat zu kriegsbedingtem Kulturgutverlust geführt. Zwar waren große Teile der Sammlung auf verschiedene Auslagerungsstätten verteilt, doch die ägyptische Sammlung erlitt schwere Einbußen, da sie sich noch im Stadthaus befand. Zu den besonders schmerzhaften Kriegsverlusten zählt die „Hammer Mumie“, jene altägyptische Mumie, die 1886 vom Mumienverein erworben und dem Museumsverein geschenkt worden war. Von ihr hat sich lediglich ein Foto erhalten.

### Nachkriegszeit bis heute
Die größten Teile der Museumssammlungen haben den Krieg unbeschadet überstanden. Viele Archivalien, Akten sowie die Museumsbibliothek und die Museumsräume im Stadthaus waren jedoch zerstört. Ludwig Bänfer wurde 1946 altersbedingt pensioniert. Mit Herbert Zink gelang dem Museum auch personell ein Neuanfang. Er baute den Museumsbetrieb im kriegszerstörten Hamm wieder auf. Aus dem zerstörten Stadthaus zog das Museum in ein Gebäude der ehemaligen Infanteriekasernen in der Nähe der Oststraße. Dort war die Institution mit kommunalen Behörden und Schulen provisorisch in dem nun „Stadthof“ genannten Areal untergebracht. Ab 1957 wurde das Gustav-Lübcke-Museum in neu eingerichteten Räumen des in Teilen wiederaufgebauten Stadthauses abermals eröffnet. Zink zeigte in Ausstellungen die in der NS-Diktatur verfemte Kunst wie etwa schon 1948 eine Gedächtnisausstellung für Wilhelm Morgner und ergänzte die Sammlungen um Werke der Moderne, etwa von Max Beckmann, Emil Schumacher, Gerhard Hoehme und Heinz Trökes. Als Kompensation für die verlorene „Hammer Mumie“ konnte er 1963 aus dem Wiener Kunsthandel den bemalten anthropomorphen Mumiensarg des Peti-Imen-menu aus der Zeit der 25. Dynastie erwerben.
Der Nachfolger Zinks, Hans Wille, baute schwerpunktmäßig die grafische Sammlung im Bereich niederländischer und deutscher Druckgrafik des 16. und 17. Jahrhunderts, sowie Werke von August Macke, Fritz Winter, Adolf Erbslöh und Hermann Stenner. Die erste Direktorin des Gustav-Lübcke-Museums, Ellen Schwinzer, baute die Sammlung der Freien Kunst und der Stadtgeschichte wesentlich aus. Ihr gelang es ab 1980 das Vorhaben eines eigenen Museumsbaus voranzutreiben, so dass nach achtjähriger Planung 1989 der Grundstein für den 1993 eröffneten jetzigen Museumsbau gelegt werden konnte. Unter ihrer Nachfolgerin, Friederike Daugelat, wurden in umfassenden Sanierungen von 2013 bis 2015 der Ägyptensaal im Erdgeschoss und der Oberlichtsaal für Wechselausstellungen klimatechnisch aufgerüstet. Der bis April 2019 als Direktor fungierende Daniel Spanke brachte die digitale Erfassung der Sammlung auf den Weg. Seit dem 1. Juli 2019 hat Ulf Sölter, bisher stellvertretender Direktor des Clemens Sels Museum in Neuss und Kurator für Alte Kunst, Populäre Druckgrafik und Museumspädagogik die Nachfolge von Spanke angetreten. Die Besetzung erfolgte ohne öffentliche Ausschreibung unter Ausschöpfung der Kandidatenliste von 2017. Nachdem Ulf Sölter im März 2022 Direktor des Gutenberg-Museum in Mainz wurde übernahm Thomas Schmäschke die Leitung des Hauses, der zuvor das Museum Villa Rot in Burgrieden-Rot leitete.

### Direktoren
- Gustav Lübcke (1868–1925, Direktor von 1917 bis 1925)
- Ludwig Bänfer (1878–1959, Direktor von 1925 bis 1946)
- Herbert Zink (1909–1982, Direktor von 1946 bis 1974)
- Hans Wille (Direktor von 1974 bis 1988)
- Ellen Schwinzer (* 1947, Direktorin von 1988 bis 2012)
- Friederike Daugelat (* 1976, Direktorin von 2012 bis 2016)
- Daniel Spanke (* 1966, Direktor von 2017 bis 2019)
- Ulf Sölter (* 1973, Direktor von 2019 bis 2022)
- Thomas Schmäschke (Direktor seit 2022)[21]

### Standorte
- 1890–1896: Oststraße 26, Parterre rechts, zwei angemietete Räume im Haus der Minna Bergholtz, Witwe des Justizrats Bergholtz
- 1896–1898: Oststraße 4 (heute Oststraße 2)
- 1898–1901: Königstraße 22, Haus der Witwe Lina Geck
- 1901–1916: Kleine Weststraße (heute Martin-Luther-Straße 2), Stadtkeller (direkt neben dem alten Rathaus, heute Sparkasse Hamm)
- 1916–1927: Südstraße 42 (heute Südstraße 28), Haus Windthorst (heute Jugendkulturzentrum Kubus)
- 1927–1944: Brüderstraße 9, Räume im Neuen Stadthaus
- 1945–1957: Nähe Ostenalle, Raume im „Stadthof“ in ehemaligen Kasernen
- 1957–1993: Museumsstraße 2: Räume in teils wiedererrichtetem Neuen Stadthaus
- seit 1993: Neue Bahnhofstraße 9: erster eigens errichteter Museumsbau[8][6]

## Architektur
1993 wurde der erste eigene Museumsbau des Gustav-Lübcke-Museums eingeweiht. Architekten sind das dänische Büro von Jørgen Bo und Vilhelm Wohlert, die 1958 schon das Gebäude des Louisiana Museum of Modern Art 35 km nördlich von Kopenhagen in Humlebæk und 1983 das Kunstmuseum Bochum realisiert hatten. Viele architektonische Ideen, die sich in Humlebæk und Bochum bewährten, haben Bo und Wohlert für Hamm weiterentwickelt. So wirkt, wie in Bochum, im Eingangsbereich des Gustav-Lübcke-Museums eine große Aufgangsrampe prägend, die alle Etagen des Museums für die Besucher erschließt. Diese Rampe ist aber in einem eigenen verglasten Foyer mit Doppelschrägdach von 320 m² untergebracht. Im Foyer sind auch Kasse, Shop, im Untergeschoss Garderoben und auf einer höheren Ebene ein Cafébereich mit von den Architekten entworfenen Möbeln angesiedelt. Dem Foyer als Eingangsbereich vorgelagert sind ein offener Innenhof und eine offene Durchgangshalle mit markanten Pilzkapitellsäulen, die zur Stadt die geschwungene S-Fassade trägt. Vom Foyer gehen nach innen ein 360 m² großes Forum für ca. 300 Besucher, sowie zu den Seiten zwei übereinanderliegende Sammlungsbereiche von je ca. 1200 m², ein kleinerer Sammlungsbereich mit 550 m² und dem S-Flügel mit 330 m² über der offenen Säulenhalle ab. Über dem kleineren Sammlungsbereich liegt der für Sonderausstellungen genutzte Oberlichtsaal mit ebenfalls 550 m². Im Obergeschoss, über dem Forum liegen die ebenfalls über die Rampe erschlossenen Bereiche der Artothek und die dahinter liegende Bibliothek des Gustav-Lübcke-Museums. Büro- und Verwaltungstrakt, Sammlungsdepots, museumspädagogische Räume, Restaurierungswerkstatt, Technikräume und Ausstellungswerkstätten ergänzen das Raumangebot auf insgesamt knapp über 7500 m². Die Bereiche mit musealen Objekten sind klimatisch aufgerüstet und im Sonderausstellungssaal sowie dem kleineren Sammlungsbereich seit 2014 mit einer vollwertigen Klimatisierungsanlage ausgestattet. Dem Gustav-Lübcke-Museum steht zusätzlich ein Außenmagazin für größere Objekte zur Verfügung. Die Architektur zeichnet sich durch klare Raumstruktur, abwechslungsreiche Besucherräume und Fassaden sowie eine schrittweise Leitung der Besucher vom Stadtraum durch die Säulenhalle in den Innenhof in das Eingangsfoyer aus. Als Materialien der Fassaden wählten die Architekten nach außen roten, regionalen Klinker und weiße Marmorplatten im Innenhof und Foyer. Die Böden bestehen im Innenhof und Foyer aus Granitplatten, in den Ausstellungssälen aus geschlämmten Holzdielen. Der Ägyptensaal im Erdgeschoss hat einen Fliesenbelag.

## Abteilungen und Sammlungen
Aus seiner Geschichte hat das Gustav-Lübcke-Museum zwei Abteilungen mit ortsverbundenen Objekten – Regionalarchäologie und Stadtgeschichte, eine Abteilung zum Alten Ägypten mit Ausläufern in die koptische und islamische Zeit, sowie zwei Abteilungen mit ästhetischen Objekten – angewandte Kunst und Freie Kunst. Die Abteilung zum Alten Ägypten zeigt Objekte im kleineren Sammlungsbereich im Erdgeschoss unter dem Oberlichtsaal auf ca. 550 m². Die Abteilungen Regionalarchäologie, Stadtgeschichte, angewandte und Freie Kunst verteilen sich auf die größeren übereinanderliegenden Sammlungsbereiche mit zusammen etwa 1800 m². Im Obergeschoss befindet sich noch ein kleinerer etwa 100 m² große Bereich, der für Ausstellungen regionaler Kunstschaffender aus der Artothek genutzt wird und eine Fachbibliothek mit ca. 300 m².

### Regionalarchäologie
Die regionalarchäologische Sammlung umfasst Objekte aus Grabungen und Funden der Region, die bis in das Mittelalter an die Gründung der Stadt Hamm im frühen 13. Jahrhundert reichen. Obwohl bereits einige Stücke bereits Bestandteil der Sammlung Lübcke waren, hauptsächlich aus dem rheinischen Raum, wurde das Sammeln von regionalarchäologischen Stücken am Gustav-Lübcke-Museum von Ludwig Bänfer begründet. Das älteste Objekt, ein Feuersteinwerkzeug aus der Kulturhöhle Balve im nahen sauerländer Hönnetal, entstand um 125.000 v. Chr. und wurde noch vom Neandertaler geschaffen. Die Abteilung zeigt als einzige noch die ursprünglich auch naturkundliche Ausrichtung des Museums, indem sie die naturräumlichen Veränderungen der Region und ihre Tierwelt miteinbezieht und auf den aktuellen Klimawandel bezieht. So sind Zähne von Mammuts und Knochen anderer prähistorischer Tiere Teil der Sammlung.

### Stadtgeschichte
Die Abteilung zur Stadtgeschichte beginnt ihre Darstellung mit der Gründung Hamms am Aschermittwoch des Jahres 1226 durch Adolf I. von der Mark. Die Entwicklung der Stadt als Residenz der Grafen von der Mark, ihre teilweise Zerstörung durch zahlreiche Stadtbrände, das Zunftwesen, die Geschichte des Rathauses, das für Hamm bedeutende Gerichtswesen mit dem Oberlandesgericht Hamm, die nicht minder bedeutende Funktion der Stadt als Verkehrsknotenpunkt für den Eisenbahnverkehr, die Rittergüter und Häuser adeliger Familien auf Hammer Stadtgebiet (zum Beispiel der Familie von der Recke), die Geschichte von Bad Hamm als Kurort, das Schicksal der jüdischen Gemeinde in Hamm, Industrialisierung, Deindustrialisierung und Strukturwandel durch Steinkohlebergbau im Ruhrgebiet und Stahlindustrie, die Geschichte Hamms in Erstem Weltkrieg, Weimarer Republik. Nationalsozialismus, Zweitem Weltkrieg und Nachkriegszeit werden mit historischen Objekten und Informationstafeln dargestellt. Die Entwicklung zur Großstadt durch Eingemeindungen sowie die Gegenwart der Stadt Hamm kommt knapp vor. Immer wieder wird besonders auf die Geschichte und Situation von Frauen und von randständigen Gruppen in der Geschichte Hamms eingegangen.

### Altes Ägypten
Ihren Ursprung hat die Sammlung Altes Ägypten in der „Hammer Mumie“, die 1886 vom Mumienverein für Hamm erworben und dann dem Museumsverein Hamm geschenkt wurde. Weitere ägyptische Objekte befinden sich in der Sammlung von Gustav Lübcke. Auch die ägyptische Sammlung erlitt durch die Luftangriffe auf Hamm im Zweiten Weltkrieg größere Verluste. Unter anderem verbrannte die „Hammer Mumie“ samt dem zu ihr gehörenden Sargensemble, ist heute nur noch museumsgeschichtlich relevant und in einer historischen Fotografie und einer Rekonstruktion aus dem Jahre 2017 präsent. Aus dem Kunsthandel konnten ab den 1960er Jahren bedeutende Objekte angekauft werden, so dass die ägyptischen Sammlungen des Gustav-Lübcke-Museums, die auch in die persische, griechische und römische Besatzungszeit und in die koptische und islamische Kultur reichen, die zweitgrößte ägyptische Sammlung in Nordrhein-Westfalen nach dem Ägyptischen Museum Bonn darstellt. Insgesamt befinden sich ca. 1.200 Objekte in der Sammlung Altes Ägypten des Gustav-Lübcke-Museums. Die Ausstellung zeigt in verschiedenen Kapiteln das Leben am Nil von Mode und Kosmetik, Medizin und Tischkultur bis hin zur Magie, Religion und der prägenden Bestattungskultur.

### Angewandte Kunst
Der Großteil der mehreren tausend Objekte umfassenden Sammlung Angewandter Kunst geht auf die Sammlung Gustav Lübckes zurück. Nach dem Zweiten Weltkrieg wurde sie vor allem durch Herbert Zink und Ellen Schwinzer ausgebaut. Die Sammlung umfasst Objekte aus Keramik, Metall, Holz und Textilien aus den Bereichen Tischkultur, Möbel, Mode vom Mittelalter bis in die Gegenwart. Besonders reich vertreten sind Porzellane des Rokoko, niederländische Fayencen und Objekte und Möbel des Jugendstils. Eine Kollektion von Einzelsitzmöbeln vom 18. Jahrhundert bis in die Gegenwart ermöglicht vergleichende Stilstudien. In die Sammlungsausstellung wurden zeitgenössische Künstler eingeladen, die eigens Werke im Dialog mit Objekten der Sammlung geschaffen haben.

### Freie Kunst
Gustav Lübcke selbst hatte auch für die damalige Zeit einen eher konservativen Kunstgeschmack. In seiner Sammlung befinden sich Werke aus den Niederlanden des 17. Jahrhunderts und der Düsseldorfer Malerschule des 19. Jahrhunderts. Erst unter Ludwig Bänfer und seinem Mitarbeiter Heinrich Ossenberg (1900–1935) kamen Werke der Moderne in die Sammlung des Museums, so von Wilhelm Morgner, Eberhard Viegner und Peter August Böckstiegel. Während der Diktatur der Nationalsozialisten erlitt das Sammeln Moderner Kunst einen herben Rückschlag, vor allem durch die Beschlagnahmungsaktion „Entartete Kunst“ 1937, durch die dem Museum 23 Kunstwerke verloren gingen. Herbert Zink baute nach dem Krieg systematisch eine Abteilung mit Kunst der Gegenwart auf, die seitdem von allen Leitenden des Gustav-Lübcke-Museums fortgeführt werden konnte.

## Ausstellungen, seit 1993 (Auswahl)
- In aller Freundschaft! Heinrich Campendonk: Ein Blauer Reiter im Deutschen Werkbund 25. Mai 2025 – 28. September 2025
- Potz! Blitz! Vom Fluch des Pharao bis zur Hate Speech, 30. März 2025 – 13. Juli 2025
- Strahlender Untergang, betörende Erlebniswelt, 1. September 2024 – 23. Februar 2025
- Music! Feel the Beat, 27. Oktober 2023 – 7. Juli 2024
- Fließende Welten. Wasser im alten Ägypten, 26. März 2023 – 3. September 2023
- Mythos Germanien. Das nationalsozialistische Germanenbild in Schulunterricht und Museum, 28. Oktober 2018 – 14. Juli 2019
- Foto Farbe Form. Bildwelten der Brüder Viegener, 26. Mai – 6. Oktober 2019
- Mumien – Der Traum vom ewigen Leben, 3. Dezember 2017 – 17. Juni 2018
- Hereinspaziert! 100 Jahre Sammlung Gustav Lübcke, 16. Juli 2017 – 15. Oktober 2017
- „Sehnsucht Finnland“. Skandinavische Meisterwerke um 1900, 18. Oktober 2015 – 20. März 2016
- Emil Nolde – Reiselust. Unterwegs in Deutschland, Spanien und der Schweiz, 27. März 2011 – 19. Juni 2011
- Echnaton und Amarna. Ägypten im neuen Licht, 26. September 2010 – 30. Januar 2011
- Die Piraten. Herrscher der sieben Weltmeere, 23. August 2009 – 10. Januar 2010
- Lyonel Feininger – Paul Klee. Malerfreunde am Bauhaus, 22. Februar 2009 – 24. Mai 2009
- Pferdeopfer – Reiterkrieger. Fahren und Reiten durch die Jahrtausende, 22. April 2007 – 29. Juli 2007
- David Hockney – NEW WAYS OF SEEING, 2. April 2006 – 2. Juli 2006
- Esoterik am Bauhaus. Johannes Itten – Wassily Kandinsky – Paul Klee, 28. August 2005 – 8. Januar 2006
- Pharao siegt immer – Krieg und Frieden im Alten Ägypten, 21. März 2004 – 31. Oktober 2004
- Die russische Avantgarde und Paul Cézanne, 24. März 2002 – 21. Juli 2002
- Gärten und Höfe der Rubenszeit, 15. Oktober 2000 – 14. Januar 2001
- Erich Heckel – Meisterwerke des Expressionismus, 28. November 1999 – 27. Februar 2000
- Heinrich Vogeler und der Jugendstil, 25. Oktober 1998 – 10. Januar 1999
- 80 Jahre Mitropa. Vom Speisen und Schlafen auf Schienen, 6. Juli 1997 – 17. August 1997
- Paul Klee – Reisen in den Süden, 26. Januar 1996 – 13. April 1997
- Hedwig Bollhagen. Keramik, Gebrauchsgeschirr im Spiegel des Bauhauses, 30. Juni 1996 – 1. September 1996
- Care, Käfer, Cola. Nachkriegszeit und Wirtschaftswunder in Hamm, 2. Dezember 1995 – 17. März 1996
- Sennefer. Die Grabkammer des Bürgermeisters von Theben, 26. September 1993 – 15. März 1994
- Rita Rohlfing: Hoffent-Licht,[29] 21. Februar 2021 – 5. September 2021

## Artothek
Die Artothek des Gustav-Lübcke-Museum wurde 2008 von Ellen Schwinzer ins Leben gerufen. Sie wird durch ehrenamtlich Mitarbeitende betrieben. Der Schwerpunkt der breit gefächerten Bestände liegt auf lokalem und regionalem Kunstschaffen. Arbeiten auf Papier, Malereien und Plastiken gehören zu den ausleihbaren Beständen des Museums. Die Artothek zeigt ständig wechselnd Werke auf der obersten Ebene des Gustav-Lübcke-Museums über dem Forum. 2018 feierte die Artothek ihr 10-jähriges Bestehen mit einer Ausstellung in der Sparkasse Hamm.

## Museumspädagogik und Kunstvermittlung
Das Gustav-Lübcke-Museum verfügt über einen großen museumspädagogischen Bereich. Dieser dient vor allem unterschiedlichen Schulklassen als außerschulischer Lern- und Arbeitsort. Zu allen Themen und Ausstellungen des Museums werden Orientierungsveranstaltungen für Lehrpersonen angeboten. Regelmäßig finden öffentliche Führungen und solche für angemeldete Gruppen statt. Das Gustav-Lübcke-Museum nimmt am museumspädagogischen Programm RuhrKunstNachbarn der RuhrKunstMuseen teil. Es gibt zudem spezielle Angebote für Menschen mit Demenz.